# HD185334
HD185334 — хімічно пекулярна зоря спектрального класу A0, що має видиму зоряну величину в смузі V приблизно  7,8.
Вона  розташована на відстані близько 556,6 світлових років від Сонця.